# 앨런 헤일 (천문학자)

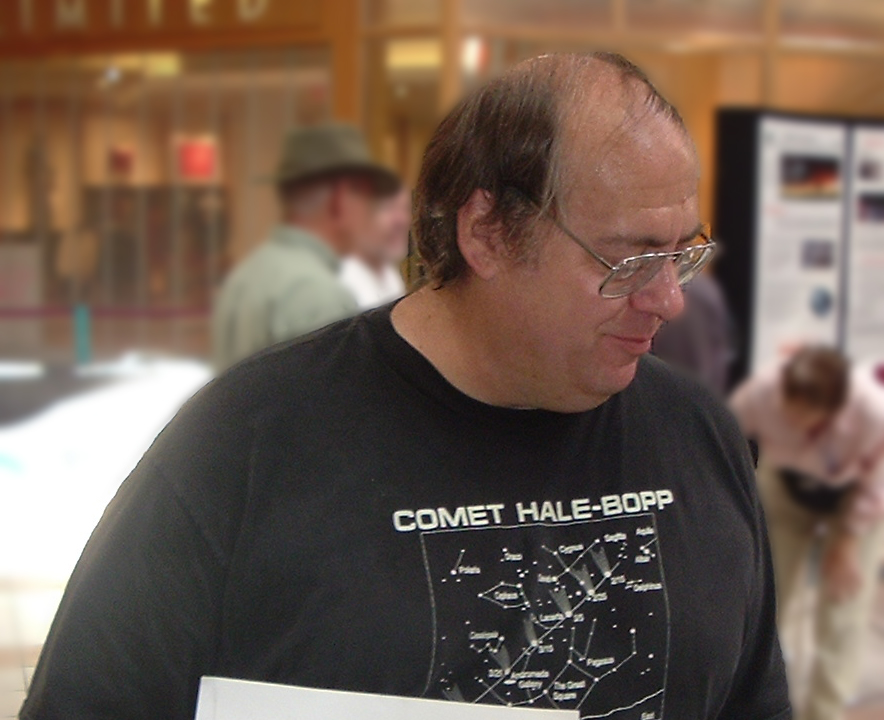
2005년 모습

앨런 헤일(Alan Hale, 1958년 ~ )은 아마추어 천문학자인 토마스 밥(Thomas Bopp)과 함께 헤일-밥 혜성을 공동 발견한 미국의 전문 천문학자이다.
헤일은 태양과 유사한 별 연구와 태양계 외 행성계 검색을 전문으로 하며 혜성과 지구 근처 소행성 분야에도 관심을 갖고 있다. 그는 평생 동안 활동적인 천문학자로 활동했으며 현재는 자신이 설립한 지구돋이 연구소(Earthrise Institute)의 회장으로 재직하고 있다. 이 연구소는 천문학을 국제 및 문화 간 장벽을 허무는 도구로 사용하는 것을 사명으로 삼고 있다. 국제천문연맹(IAU)은 헤일의 수많은 혜성 관측을 기념하여 소행성에 4151 Alanhale이라는 이름을 붙였다.